# Ван дер Эльст, Франки
Фра́нки ван дер Эльст (нидерл. Franky van der Elst; род. 30 апреля 1961, Опвейк, Халле-Вилворде) — бельгийский футболист, полузащитник; тренер. Игрок сборной Бельгии, участник 4-х чемпионатов мира (1986, 1990, 1994, 1998).
Считается одним из лучших бельгийских футболистов и легендой клуба «Брюгге». В марте 2004 был включён Пеле в число 125 самых великих живущих футболистов. Дважды становился обладателем «Золотой бутсы Бельгии» (1990, 1996).

## Биография
Профессиональную карьеру начал в клубе «Моленбек» полузащитником оборонительного плана. В 1982 году он получает вызов в сборную Бельгии, но на поле впервые выйдёт только в 1984 году. В 1984 переходит в «Брюгге», где и заканчивает карьеру в 1999 году.
После завершения карьеры игрока сразу же становится тренером «Жерминаль Беерсхот» (Антверпен). Отработав на посту главного наставника четыре относительно успешных сезона, переходит в «Локерен», где проводит всего один сезон. В 2005 возвращается в «Брюгге» в качестве помощника, уволен в 2007. С 2008 года руководит «Брюсселем», с 2009 по 2011 — «КВСК Юнайтед» и с сентября 2011 — клубом «Сент-Трюйден».